# Зигмунт Федорський
Зигмунт Федорський (пол. Zygmunt Fedorski, 2 січня 1883, Львів — 31 березня 1949, Лодзь) — польський архітектор. Закінчив архітектурний факультет Львівської політехніки. Споруджував будинки у стилі раціонального модерну, та модернізованих історичних стилях. У Львові мешкав на вул. Охоронек, 9а (нинішня вул. Кониського). Заснував будівельну фірму в місті Лодзі в Польщі.
Реалізовані у Львові проєкти
- Будинки № 3 і 5 на вулиці Архітекторській, спроєктовані в 1905 році спільно з Петром Тарнавецьким.
- Будинок Едварда Гільмаєра на вулиці Зеленій, 46 (1908, 1909, скульптор ймовірно Франциск Бернат).[2]
- Будинок театру-вар'єте «Казино де Парі», збудований 1909 року на нинішній вулиці Курбаса, 3 у Львові. Всередині влаштовано дворівневий зал глибиною 11,5 м, на двох останніх поверхах розміщувались номери готелю. Співавтор проєкту Станіслав Мацудзінський, скульптури Франциска Берната.[2]
- Будинки колишнього готелю «Еліт» на нинішній вулиці Огієнка, 18-18а (1909, будувала фірма Міхала Уляма і Зигмунта Кендзерського). Авторство приписується.[3]
- Прибутковий будинок Анни Швіґер на вулиці Новий Світ, 15 (1910, співавтор Станіслав Мацудзінський).
- Дім з театральною залою на нинішній вулиці Фредра, 6 у Львові (1910).
- Житловий будинок на нинішній вулиці Франка, 144 (1913, скульптор ймовірно Францішек Томаш Бернат)[2].
- Прибутковий дім Гелени Розеншток на вулиці Городоцькій, 16 у стилі раціонального модерну (1913, 1914).

- Колишнє казино на вул. Курбаса, 3

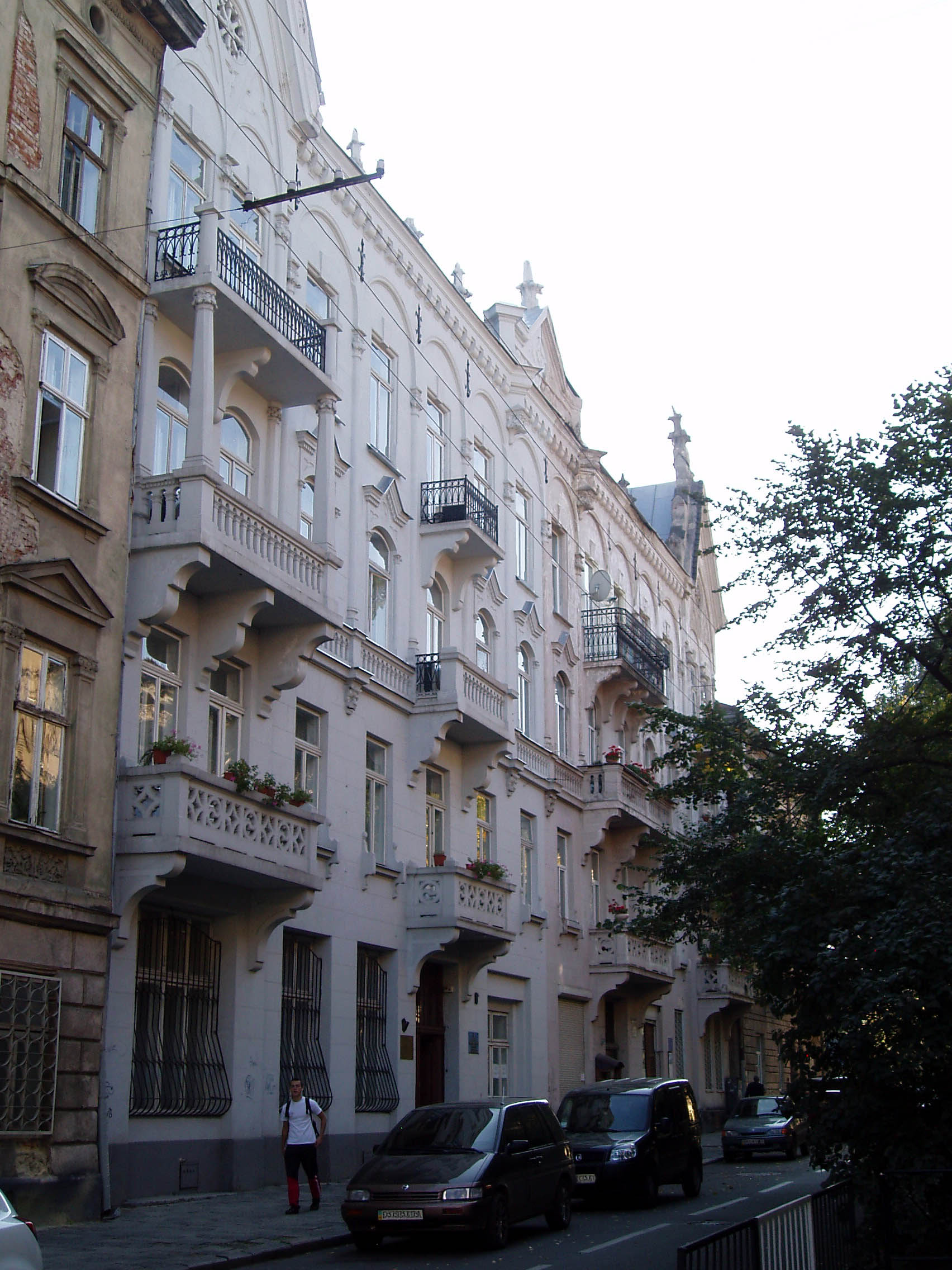
Колишній готель, вул. Огієнка, 18-18а
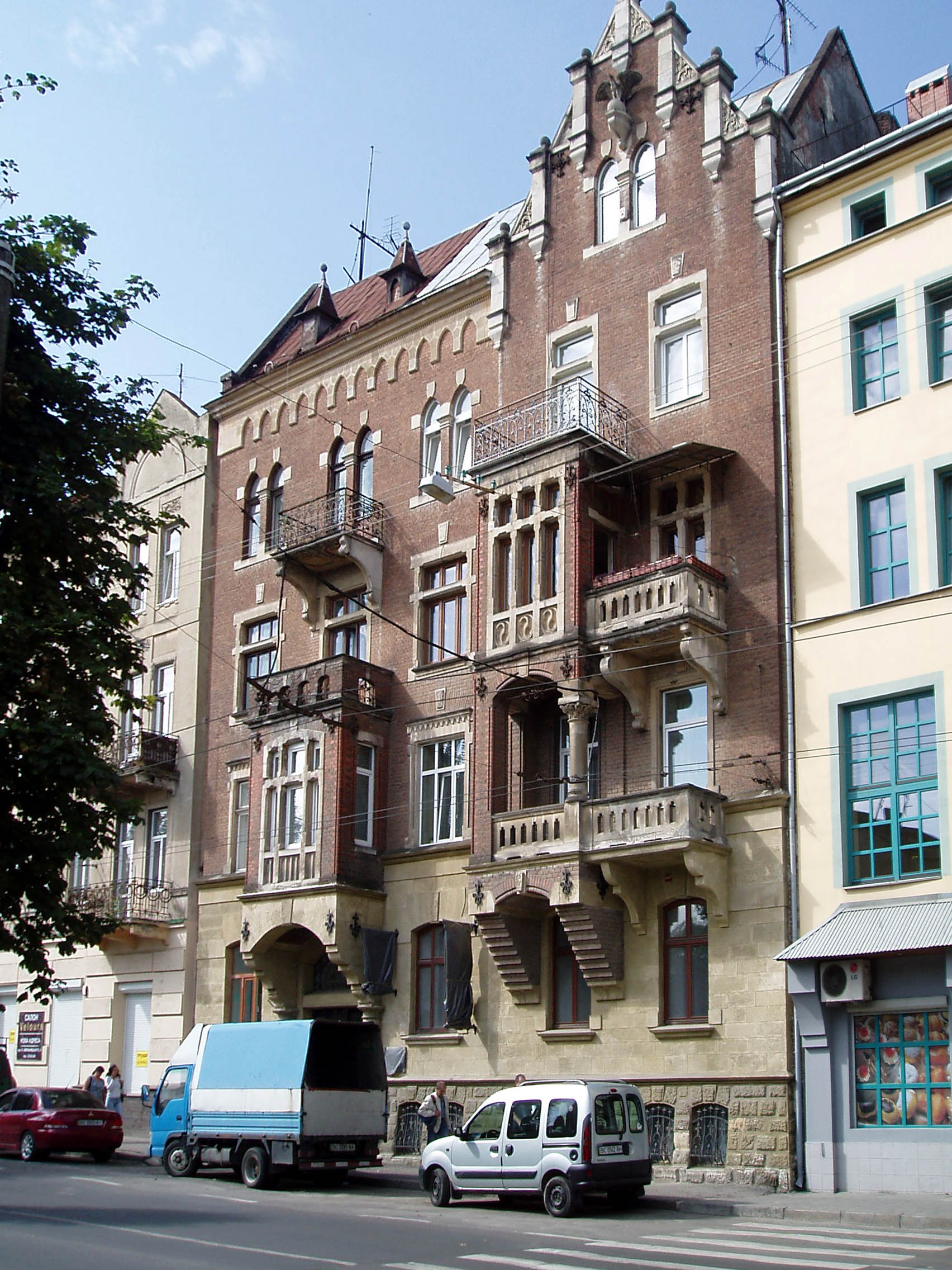
Будинок на вул. Зеленій, 46